# Highlights and Low Lives
Highlights and Low Lives (Destacados e Inferiores) es el octavo álbum de estudio de la banda estadounidense de rock Blue Cheer. El disco fue grabado en Foel Studios en Gales, Reino Unido y fue estrenado en 1990. La producción del mismo estuvo a cargo del reconocido productor Jack Endino.
Es el primer álbum de la banda que contó con la participación del guitarrista y compositor Andrew "Duck" MacDonald, el mismo que en 1983 había ayudado a impulsar la creación del supergrupo de heavy metal Thrasher y en el cual también participó Dickie Peterson.
El álbum contiene en su mayoría temas originales, pero como es costumbre de la banda también se incluyó un clásico del blues, en este caso un cover de la canción "Hoochie Coochie Man" de Muddy Waters. La versión en CD también incluye un bonus track de la canción "Blues Cadillac", la cual fue regrabada ya que originalmente pertenecía al setlist del álbum de 1979 que no vio la luz sino hasta el 2012: 7.

## Listado de canciones

### Lado A
| N.º   | Título             | Escritor(es)        | Duración |  |
| 1.    | «Urban Soldiers»   | Dickie Peterson     | 4:09     |  |
| 2.    | «Hunter Of Love»   | MacDonald, Peterson | 5:32     |  |
| 3.    | «Girl From London» | MacDonald, Peterson | 5:40     |  |
| 4.    | «Blue Steel Dues»  | MacDonald, Peterson | 6:19     |  |
| 21:40 |                    |                     |          |  |

### Lado B
| N.º   | Título                    | Escritor(es)        | Duración |  |
| 5.    | «Big Trouble In Paradise» | Peterson, Rainier   | 4:11     |  |
| 6.    | «Flight Of The Enola Gay» | MacDonald, Peterson | 3:49     |  |
| 7.    | «Hoochie Coochie Man»     | Muddy Waters        | 5:56     |  |
| 8.    | «Down And Dirty»          | MacDonald, Peterson | 4:35     |  |
| 18:31 |                           |                     |          |  |

### Bonus track CD
| N.º  | Título           | Escritor(es)    | Duración |  |
| 9.   | «Blues Cadillac» | Dickie Peterson | 3:49     |  |
| 3:49 |                  |                 |          |  |

## Personal
- Dickie Peterson - Bajo eléctrico, voz
- Andrew MacDonald - Guitarra eléctrica, coros
- Paul Whaley - Batería

## Otros créditos

### Arte y diseño
- Günther Kempf